# Socioleto
Na linguística, um socioleto (AO 1945: sociolecto) é a variante de uma língua falada por um grupo social, uma classe social ou subcultura. Nisto, diferencia-se do idioleto, que é a forma de uma língua peculiar a um indivíduo. O socioleto também é diferente do dialeto, que é uma forma de falar peculiar a uma certa área geográfica.
Porém, os dialetos frequentemente têm conotações sociais. Então, tal variante pode ser considerada simultaneamente um dialeto e um socioleto. Por exemplo, o francês de Paris é um dialeto que é peculiar à cidade de Paris, mas também é um socioleto, pois é a linguagem de prestígio da nação, utilizada em todo o país por pessoas de alta classe. [carece de fontes?]